# Hawker Demon
Cet appareil ne doit pas être confondu avec le McDonnell F3H Demon, un avion à réaction américain des années 1950-60
Pour les articles homonymes, voir Démon.
Le Hawker Demon est un avion militaire de l'entre-deux-guerres.
Il s'agit de la variante chasseur adoptée par le gouvernement australien et toujours biplace du biplace de bombardement de jour Hawker Hart. Il surclassait tous les chasseurs britanniques existant lors de sa mise en service. 

## Historique du projet

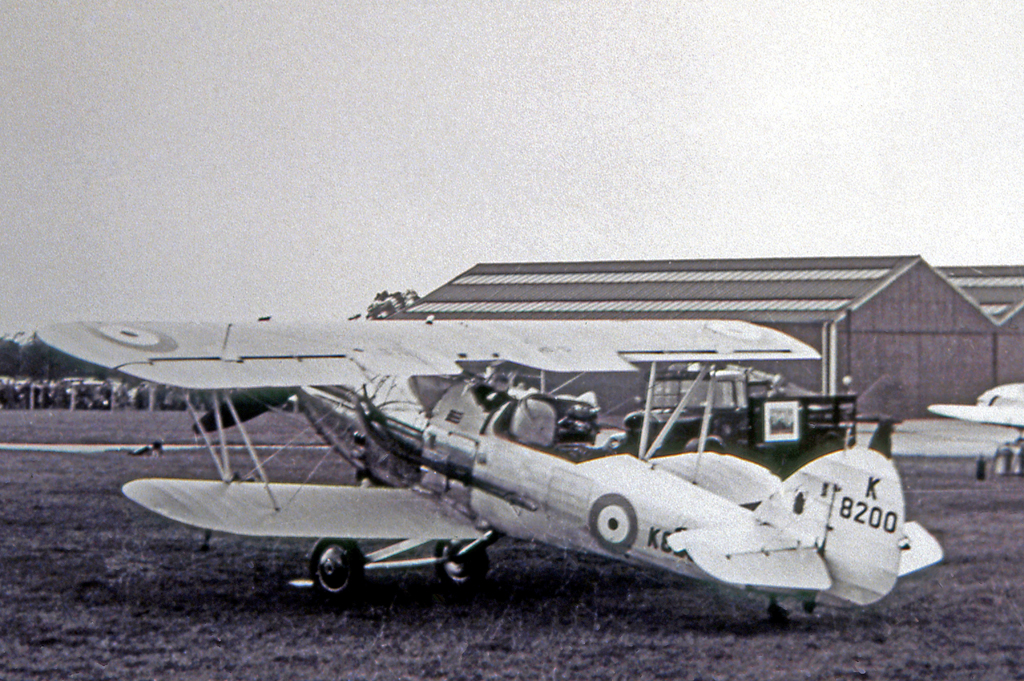
Un chasseur Demon Mk.I du n°64 Squadron, construit par Boulton Paul photographié en 1938..

À partir du bombardier léger biplace Hawker Hart , le concepteur en chef de la société, l'ingénieur  Sydney Camm, développa un avion de chasse biplace , armé de deux mitrailleuses  Vickers mod.303 de calibre 7,7 mm fixées dans le nez et d'une Lewis du même calibre orientable à l'arrière. 
Selon la spécification S 15/30 émise par le ministère de l'Aviation , le nouveau modèle, désigné Hart Two Seat Fighter,  devait être capable d'intercepter le bombardier Hart, jugé très rapide pour l'époque, lors des exercices de défense aérienne organisés à l'époque par la RAF, les chasseurs Siskin et Bulldog , alors en service, ne se sont pas révélés adaptés à cet effet. 
Les deux premiers prototypes (numéros de série J 9933 et J 9937)  ont été construits en modifiant directement deux modèles Hart sur la ligne de production, en les équipant d'un moteur Rolls Royce Kestrel IIS de 560 ch. Le premier d'entre eux vola pour la première fois le 10 février 1931;  le nouveau chasseur a été officiellement appelé Demon en juillet 1932 et a été commandé au total en 305 unités, réparties entre la Royal Air Force (232 unités) et la Royal Australian Air Force (64 unités). La production s'est terminée en décembre 1937.

## Production
Le Hawker Demon a été construit en série par Hawkers de Kingston et Boulton Paul Aircraft de Wolverhampton.
Acceptation du Hawker Demon par la RAF :
| Constructeur | Version             | 1931 | 1932 | 1933 | 1934 | 1935 | 1936 | 1937 | Total |
| ------------ | ------------------- | ---- | ---- | ---- | ---- | ---- | ---- | ---- | ----- |
| Hawker       | Hawker Hart Fighter | 6    |      |      |      |      |      |      | 6     |
| Hawker       | Mk.I                |      |      | 21   | 56   |      |      |      | 77    |
| Boulton Paul | Mk.I                |      |      |      |      |      | 10   | 62   | 72    |
| Hawker       | Turret Demon        |      |      |      |      | 49   |      | 10   | 59    |
| Boulton Paul | Turret Demon        |      |      |      |      |      |      | 24   | 24    |
| Summe        |                     | 6    | 0    | 21   | 56   | 49   | 10   | 96   | 238   |

Acceptation du Hawker Demon par la RAAF:
| Constructeur | Version | 1934 | 1935 | 1936 | 1937 | 1938 | Total |
| ------------ | ------- | ---- | ---- | ---- | ---- | ---- | ----- |
| Hawker       | Mk.I    | 18   |      | 36   | 9    | 1    | 64    |